# Trzy Buki
Trzy Buki (niem. Hemmhübel Buche) – przełęcz na wysokości 628 m n.p.m. w Sudetach Środkowych, w Górach Sowich.

## Położenie
Przełęcz położona jest między miejscowościami Kamionki i Bielawa, około 3,0 km na południowy zachód od granic Bielawy. Leży na obszarze Parku Krajobrazowego Gór Sowich, w środkowej części Gór Sowich, po północnej stronie Kalenicy.

## Charakterystyka
Przełęcz górska stanowi wyraźne, wąskie, dość głęboko wcięte obniżenie o stromych zboczach i podejściach, wcinające się w gnejsowe podłoże i oddzielające wzniesienie Kopista od Korczaka. Posiada charakterystyczne wyraźne wgłębienie. Podejścia ponacinane są korytami potoków górskich. Całą przełęcz porasta dolnoreglowy bór świerkowy z domieszką buka. Przełęcz nosi nazwę od rosnących wcześniej w tym miejscu trzech okazałych buków, z których do obecnych czasów zostały dwa. Na polanie stoi schron – wiata turystyczna.

## Szlaki turystyczne
Przez przełęcz prowadzą dwa szlaki turystyczne:
- – odcinek europejskiego długodystansowego szlaku pieszego E3 prowadzący z Wielkiej Sowy do Srebrnej Góry.
- - z Bielawy na Słoneczną.